# Джулия Гранди
Джу́лия Гра́нди, также Ю́лия Гранди (англ. Julia Grandi; настоящее имя — Юлия Зо́рькина; род. 19 августа 1987 года в Ленинграде, РСФСР, СССР) — бывшая российская порноактриса, в настоящее время — продюсер и режиссёр порнографических фильмов. Является основательницей и директором крупного европейского агентства талантов для порноактёров — JulModels. Пятикратная обладательница премии XBIZ Europa Award в категории «Режиссёр года» (2020, 2021, 2022, 2023, 2024).

## Карьера
С 14 лет работала в сфере графического дизайна. Училась в Санкт-Петербургском государственном университете, где изучала журналистику.
Из-за финансовых проблем в 2006 году решила начать карьеру порноактрисы в своём родном городе. На одной из первых съёмок она познакомилась с итальянским порнорежиссёром и порноактёром Джорджо Гранди (итал. Giorgio Grandi), с которым поддерживала отношения в течение двух лет. Через полгода работы начала заниматься поиском и привлечением в индустрию новых девушек, которое вылилось в 2006 году в создание JulModels. Позднее переезжает в Италию, а затем в столицу Венгрии Будапешт, где проживает в настоящее время и руководит деятельностью JulModels. К началу 2009 года она снялась примерно в 200 сценах в различных по тематике категориях, в том числе: мастурбация, традиционный, лесбийский, анальный, групповой секс, двойное проникновение, двойные вагинальное и анальное проникновения. После 2010 года постепенно прекращает сниматься, решив посвятить себя агентству.
По данным IAFD снялась для студий 21Sextury, Combat Zone, DDF Network, Devil’s Film, Evil Angel, LegalPorno, Private, Sineplex и других в 57 порнофильмах (не считая компиляций).
В 2018 году была привлечена компанией Vixen Media Group французского предпринимателя Грега Лански для работы в качестве продюсера сцен в Европе. В августе 2019 года стала режиссёром компании, сняв под наставничеством Лански свою дебютную сцену для студии Vixen с участием чешской актрисы Лекси Доны (англ. Lexi Dona). Снимает сцены практически для всех студий и брендов Vixen Media Group, самыми известными из которых являются Blacked, Tushy и Vixen.
В конце октября 2020 года, впервые за четырнадцать лет карьеры в порнобизнесе, Гранди стала лауреатом премии XBIZ Europa Award в одной из самых высших категорий — «Режиссёр года». В последующие годы четыре раза подряд (2021, 2022, 2023 и 2024) одерживала победу в данной категории. За режиссёрскую работу в фильме Jia Гранди в январе 2022 года была награждена премией AVN Awards.
По данным на сентябрь 2023 года, срежиссировала 323 сцены и стала сорежиссёром 67 фильмов.

## Награды и номинации
| Год  | Награда           | Результат | Категория                                                                         | Фильм                |
| ---- | ----------------- | --------- | --------------------------------------------------------------------------------- | -------------------- |
| 2019 | XBIZ Europa Award | Номинация | Режиссёр года                                                                     | н/д                  |
| 2019 | XBIZ Exec Award   | Номинация | Бизнесвумен года                                                                  | н/д                  |
| 2019 | XBIZ Exec Award   | Номинация | Женщина года в индустрии для взрослых                                             | н/д                  |
| 2019 | XRCO Award        | Номинация | Лучший режиссёр (веб)                                                             | н/д                  |
| 2020 | XBIZ Europa Award | Победа    | Режиссёр года                                                                     | н/д                  |
| 2020 | XBIZ Exec Award   | Номинация | Бизнесвумен года                                                                  | н/д                  |
| 2021 | AVN Award         | Номинация | Лучшая режиссёрская работа — сайт/сеть контента (Blacked.com/Tushy.com/Vixen.com) | н/д                  |
| 2021 | GFY Award         | Победа    | Лучший продюсер контента                                                          | н/д                  |
| 2021 | XBIZ Europa Award | Победа    | Режиссёр года                                                                     | н/д                  |
| 2021 | XBIZ Exec Award   | Номинация | Бизнесвумен года                                                                  | н/д                  |
| 2021 | XRCO Award        | Номинация | Лучший режиссёр (веб)                                                             | н/д                  |
| 2021 | XRCO Award        | Номинация | Лучший режиссёр (короткометражные фильмы)                                         | н/д                  |
| 2022 | AVN Award         | Победа    | Лучшая режиссёрская работа — иностранный фильм                                    | Jia                  |
| 2022 | AVN Award         | Номинация | Режиссёр года                                                                     | н/д                  |
| 2022 | NightMoves Award  | Номинация | Лучший режиссёр короткометражных фильмов                                          | н/д                  |
| 2022 | XBIZ Europa Award | Победа    | Режиссёр года                                                                     | н/д                  |
| 2022 | XBIZ Exec Award   | Номинация | Бизнесвумен года                                                                  | н/д                  |
| 2022 | XRCO Award        | Номинация | Лучший режиссёр (веб)                                                             | н/д                  |
| 2023 | AVN Award         | Номинация | Лучшее режиссёрское портфолио — иностранные фильмы                                | н/д                  |
| 2023 | XBIZ Europa Award | Победа    | Режиссёр года                                                                     | н/д                  |
| 2024 | AVN Award         | Номинация | Выдающаяся режиссура — индивидуальная работа                                      | In Vogue             |
| 2024 | AVN Award         | Победа    | Лучшее режиссёрское портфолио — иностранные фильмы                                | н/д                  |
| 2024 | XBIZ Europa Award | Победа    | Режиссёр года                                                                     | н/д                  |
| 2024 | XBIZ Exec Award   | Номинация | Женщина года в индустрии для взрослых                                             | н/д                  |
| 2024 | XRCO Award        | Номинация | Лучший режиссёр (короткометражные фильмы)                                         | н/д                  |
| 2025 | AVN Award         | Номинация | Выдающаяся режиссура — индивидуальная работа                                      | Hotel Vixen Season 2 |
| 2025 | AVN Award         | Победа    | Лучшее режиссёрское портфолио — иностранные фильмы                                | н/д                  |
| 2025 | XBIZ Exec Award   | Номинация | Женщина года в индустрии для взрослых                                             | н/д                  |
| 2025 | XMA Europa Award  | Номинация | Режиссёр года — индивидуальная работа                                             | In Vogue 2           |
| 2025 | XMA Europa Award  | Номинация | Режиссёр года — объём работы (фильмы с сюжетом)                                   | н/д                  |
| 2025 | XRCO Award        | Номинация | Лучший режиссёр (полнометражные фильмы)                                           | н/д                  |

## Фильмография

### Актриса
| - 2007 — Anal Cream Girls - 2007 — Black Reverse Gang Bang - 2007 — Bubble Butt POV 2 - 2007 — Criminal Mind - 2007 — Culetti Rossi - 2007 — Cum Filled Throats 19 - 2007 — Lil Lezzy Prospects 12 - 2007 — Lil’ Bit Of Everything - 2007 — Monster Gapes 4 - 2007 — Mostro - 2007 — No Limits 21 - 2007 — Ragazze bagnate - 2007 — Reverse Gang Bang 4 - 2007 — Rim My Gape 3 - 2007 — Triple Stacked 14 - 2007 — Wiska’s Perversions 3 - 2007 — Wiska’s Perversions 5 - 2007 — Young and Stacked 9 - 2008 — 3 Cazzi per Godere 4 - 2008 — Anal POV 2 - 2008 — Caldo Desiderio Anale - 2008 — Culetti Da Godere - 2008 — Eat Cum from My Ass - 2008 — Euro Lesbo Girls 3 - 2008 — Fuck Her Ass Then My Pussy - 2008 — Gangland 63 - 2008 — Interracial Triple Stacked - 2008 — Mano vincente - 2008 — Milk Junkies 3 | - 2008 — Pajotes y Espeso - 2008 — Super Buns 6 - 2008 — Swank XXX 15 - 2008 — Two Cocks In The Booty 2 - 2008 — Up ’Er White Ass - 2009 — Analyzed Teens 3 - 2009 — Angel Perverse 13 - 2009 — Private Gold 106: Sluts and the City - 2009 — Ragazze del Sud - 2009 — Rocco: Puppet Master 3 - 2009 — Young Private Secretaries Sex Secrets - 2010 — Adorable Girls 10 - 2010 — Susanna Bella la Prima Volta in Video… - 2010 — Team Anal 2 - 2011 — Anal Teen Cream 7 - 2011 — Girls And Toys - 2011 — Her Double Anal Drilling - 2011 — Russian Strap On Fucksters - 2011 — Strap on Slaves - 2012 — Pure Anal 9 - 2013 — Big and Real 6 - 2013 — Hard Riding Russians - 2013 — Sottomesse - 2013 — Triple Teamed Ass Fucking - 2014 — Ganged Up - 2014 — Wet My Appetite - 2015 — You, Me And A Friend Makes Three - 2016 — I Squirt |

### Сорежиссёр
| - 2019 — Interracial Icon 13 - 2020 — Anal Angels - 2020 — Anal Beauty 14 - 2020 — Anal Models 7 - 2020 — Anal Threesomes 8 - 2020 — Baddies 2 - 2020 — Club VXN 6 - 2020 — Club VXN 7 - 2020 — Icons 4 - 2020 — Interracial Angels 4 - 2020 — Interracial Icon 14 - 2020 — Mature Anal 2 - 2020 — Natural Beauties 13 - 2020 — Stars - 2020 — Stars 2 | - 2020 — Vibes - 2020 — Vibes 2 - 2020 — Young Fantasies 5 - 2020 — Young Fantasies 6 - 2020 — Young Tushy - 2021 — Anal Icons - 2021 — Anal Models 8 - 2021 — Baddies 3 - 2021 — Ignite 2 - 2021 — Ignite 3 - 2021 — Natural Beauties 14 - 2021 — The Art of Anal Sex 13 - 2021 — Threesome Fantasies 9 - 2021 — Vibes 3 - 2021 — Views |